# EZ (kode)
 For alternative betydninger, se EZ. (Se også artikler, som begynder med EZ)
EZkoden er en 2D stregkode symbologi, der er lavet specifikt til mobiltelefonens kamera. Ezkoden blev udviklet i 2005 og har et simpelt, men stadigvæk yderst effektivt design, der gør det muligt for mobiltelefonens kamera at læse selv de mindste koder på et større antal telefoner end andre 2D stregkoder. 
EZkoden er ejet af den amerikanske virksomhed Scanbuy, der har kontorer i USA, Mexico, Spanien, Frankrig, Italien og Danmark.
| It | Spire Denne it-artikel er en spire som bør udbygges. Du er velkommen til at hjælpe Wikipedia ved at udvide den. |